# زبان گاریفونا
زبان گاریفونا یا کاریف، یک زبان اقلیت است که در روستاهای مردمان گاریفونا در بخش غربی سواحل شمالی آمریکای مرکزی رایج است. زبان گاریفونا عضوی از خانوادهٔ زبان‌های آراواکی است، اما عضو غیرعادی این خانواده است، زیرا خارج از منطقه زبانی آراواک، که محدود به مناطق شمالی آمریکای جنوبی است؛ به این زبان صحبت می‌شود. دیگر ویژگی خاص گاریفونا، داشتن شمار زیاد و تعداد بالای غیرعادی وام‌واژه از زبان کاریب و شماری از زبان‌های اروپایی است که علت آن، گذشته‌ای پرحادثه با رویدادهای نظیر جنگ، مهاجرت و استعمار بوده‌است.
زبان گاریفونا زمانی محدود به جزیره سنت وینسنت و دومینیکا بود، اما گویشوران آن، مردمان گاریفونا، از سوی بریتانیایی‌ها در سال ۱۷۹۷ به سواحل شمالی هندوراس رانده شدند. زبان گاریفونا و گویشوران آن از سواحل شمالی هندوراس، در امتداد ساحل جنوبی نیکاراگوئه و شمال گواتمالا و بلیز گسترده شدند.
بخشی از واژگان گاریفونا بین گفتار مردان و زنان جداست و بیان برخی مفاهیم دارای دو واژه است، یکی برای به کار بردن از سوی مردان و دیگری برای کاربرد در گفتار زنان. همچنین، اصطلاحاتی که مردان به کار می‌برند، معمولاً وام‌واژه‌هایی از زبان کاریب هستند، اما لغات مورد استفاده زنان، آراواک می‌باشند.
زبان گاریفونا در سال ۲۰۰۸ همراه با موسیقی و رقص گاریفونا به عنوان شاهکار میراث شفاهی و ناملموس بشری اعلام شد.